# Isognathus
Genre
Isognathus est un genre d’insectes lépidoptères de la famille des Sphingidae, de la sous-famille des Macroglossinae, de la tribu des Dilophonotini.

## Répartition
Le genre est néotropical. La plupart des espèces sont connues en Amérique du Sud, mais quelques-unes se retrouvent également au Mexique et aux Caraïbes. Isognathus rimosa peut se rencontrer en Amérique du Nord.

## Systématique
Le genre Isognathus a été décrit par les entomologistes autrichiens Cajetan Freiherr von Felder et Rudolf Felder, en 1865.
- L'espèce type pour le genre est Isognathus scyron (Cramer, [1780])

### Synonymie
- Tatoglossum Butler, 1876[2].

### Liste des espèces
- Isognathus allamandae Clark, 1920
- Isognathus australis Clark, 1917
- Isognathus caricae (Linnaeus, 1758)
- Isognathus excelsior (Boisduval, 1875)
- Isognathus leachii (Swainson, 1823)
- Isognathus menechus (Boisduval, 1875)
- Isognathus mossi Clark, 1919
- Isognathus occidentalis Clark, 1929
- Isognathus rimosa (Grote, 1865)
- Isognathus scyron (Cramer, 1780)
- Isognathus swainsonii Felder & Felder, 1862

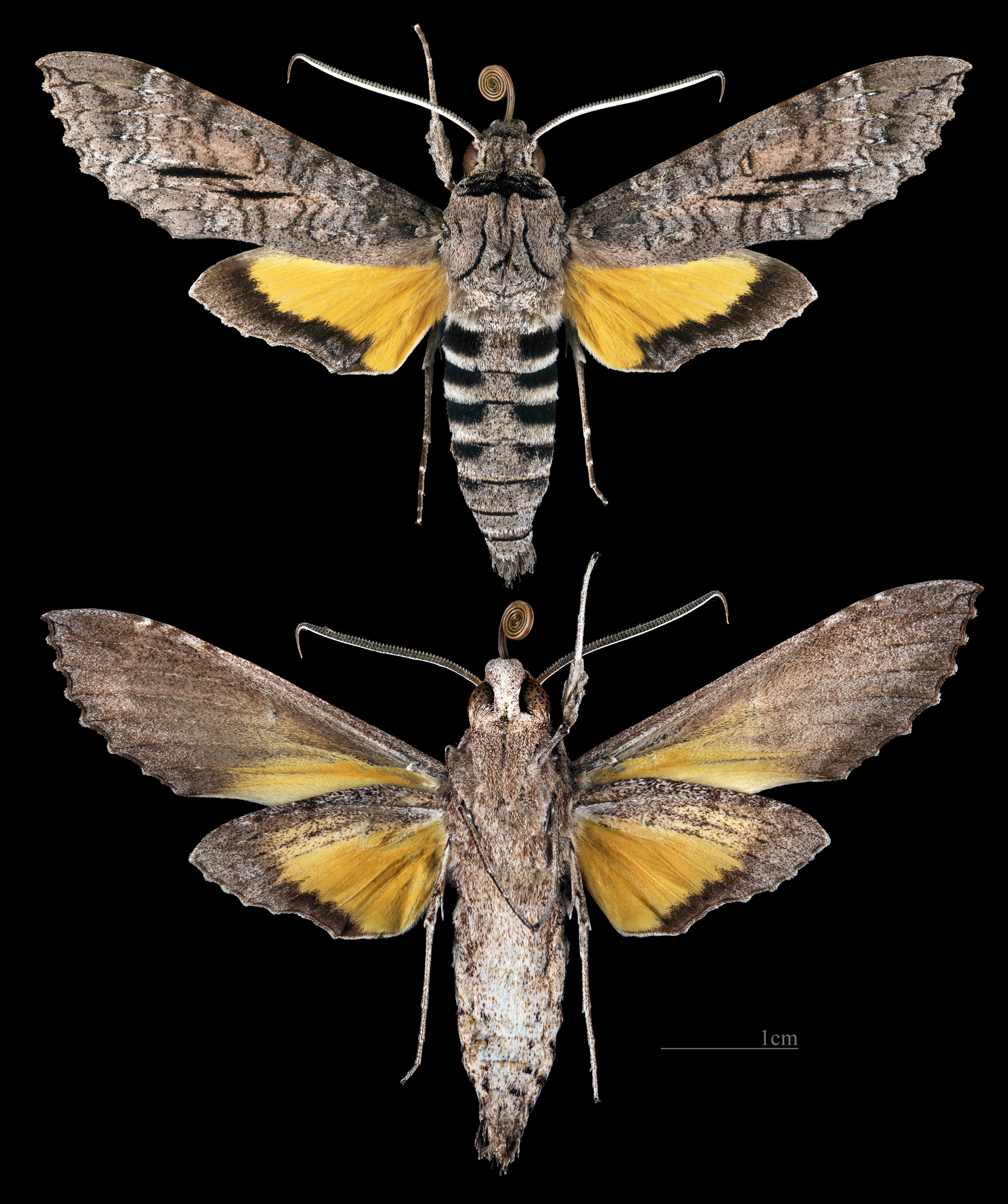
Isognathus allamandae
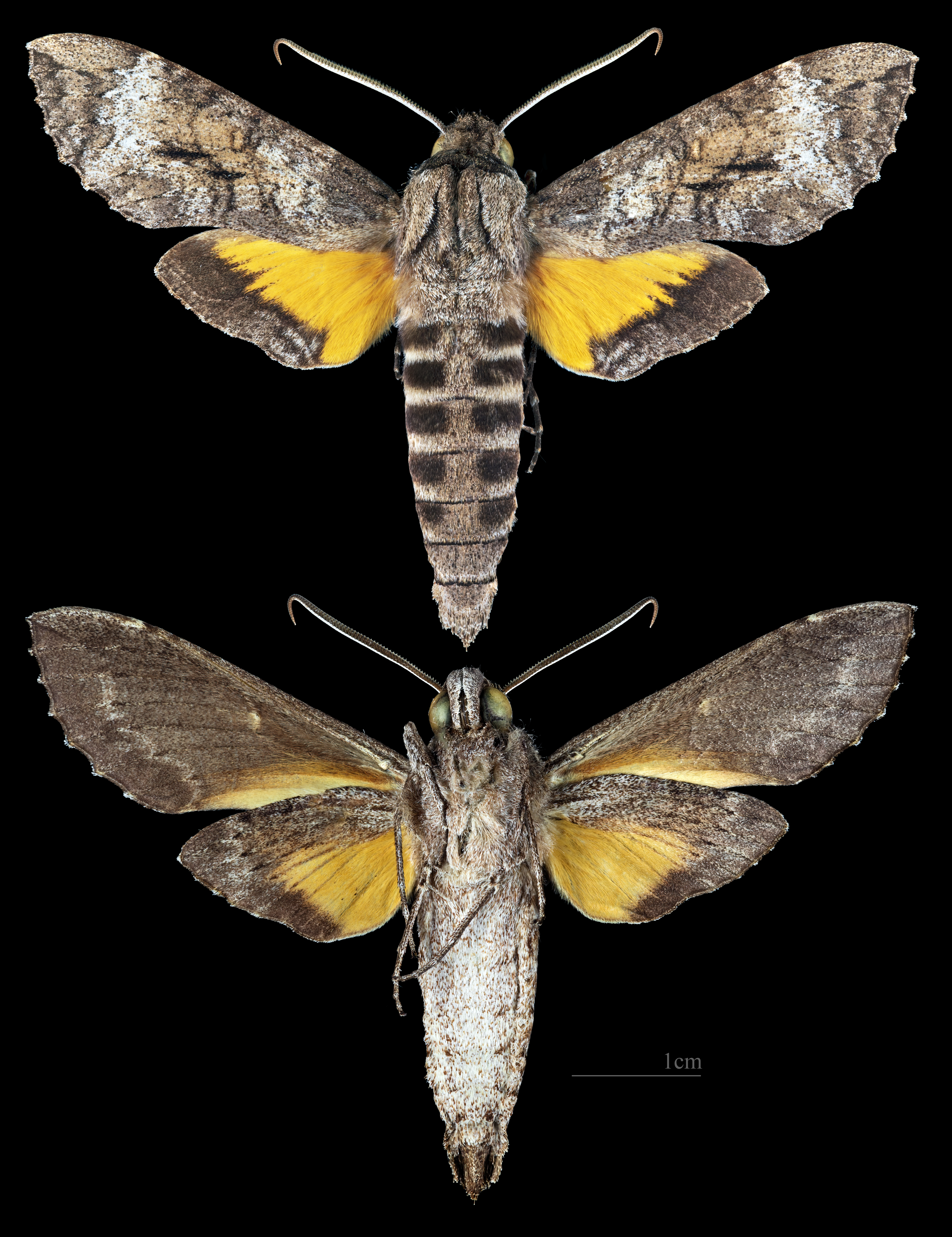
Isognathus australis
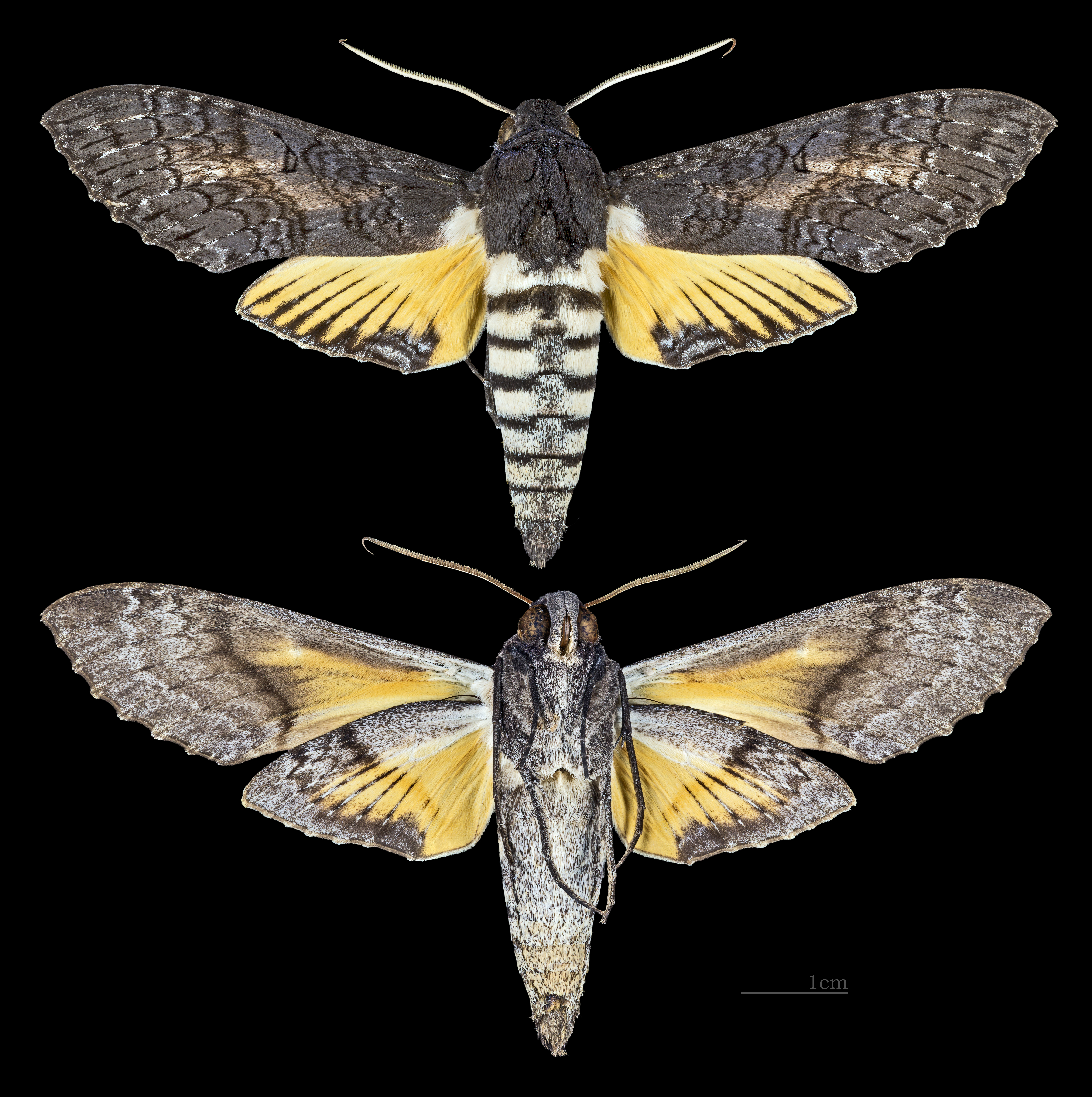
Isognathus caricae
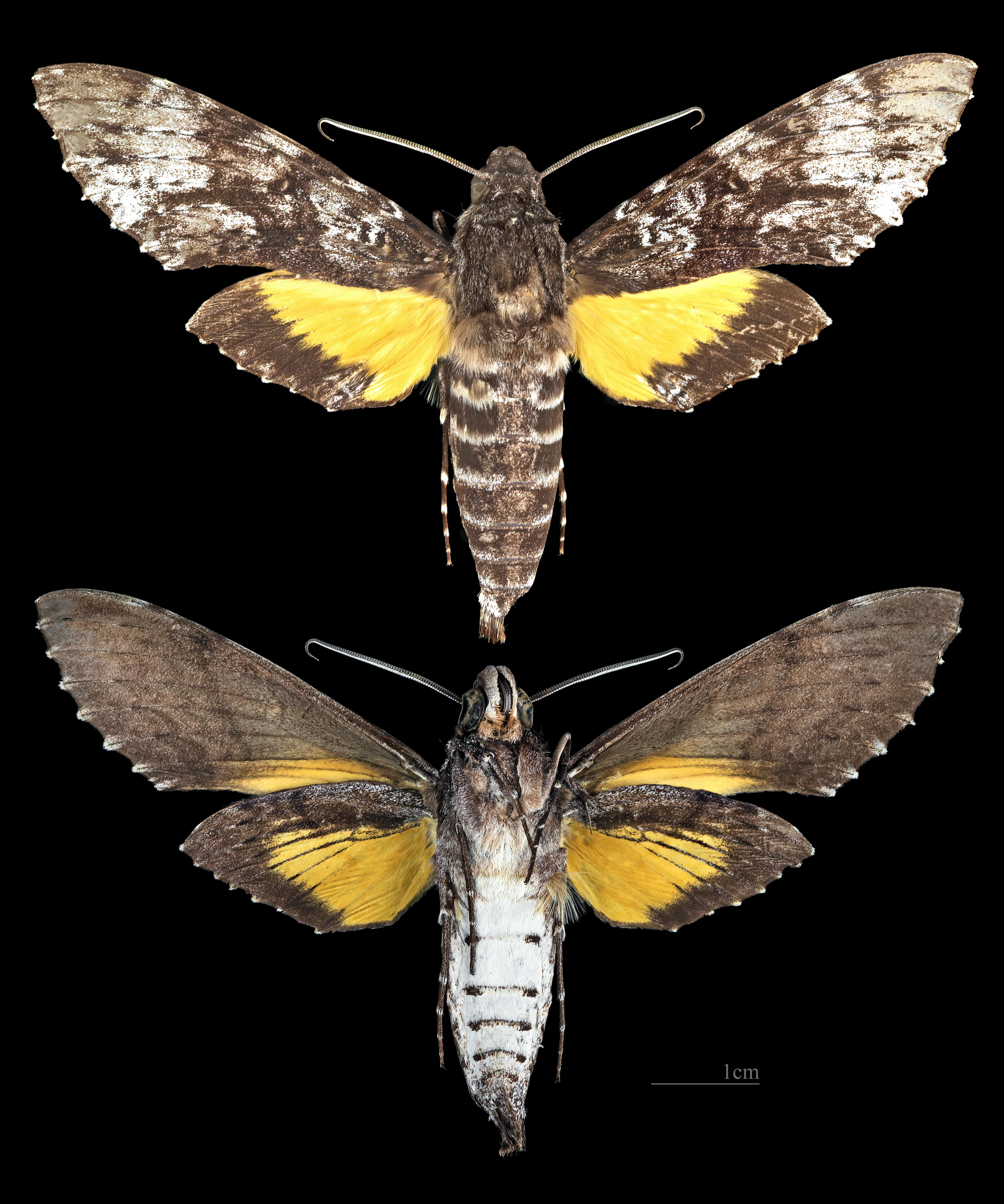
Isognathus excelsior
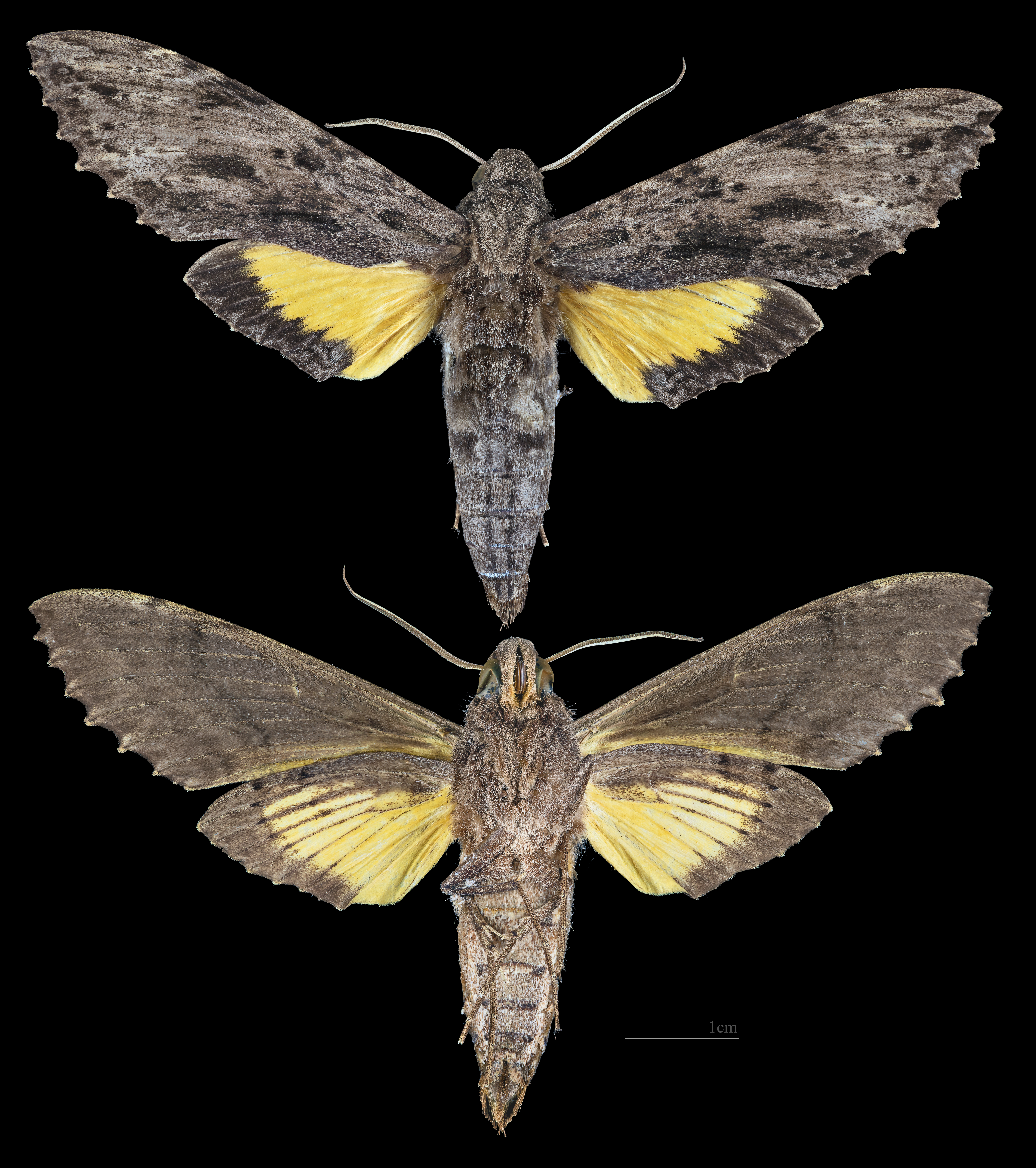
Isognathus leachii
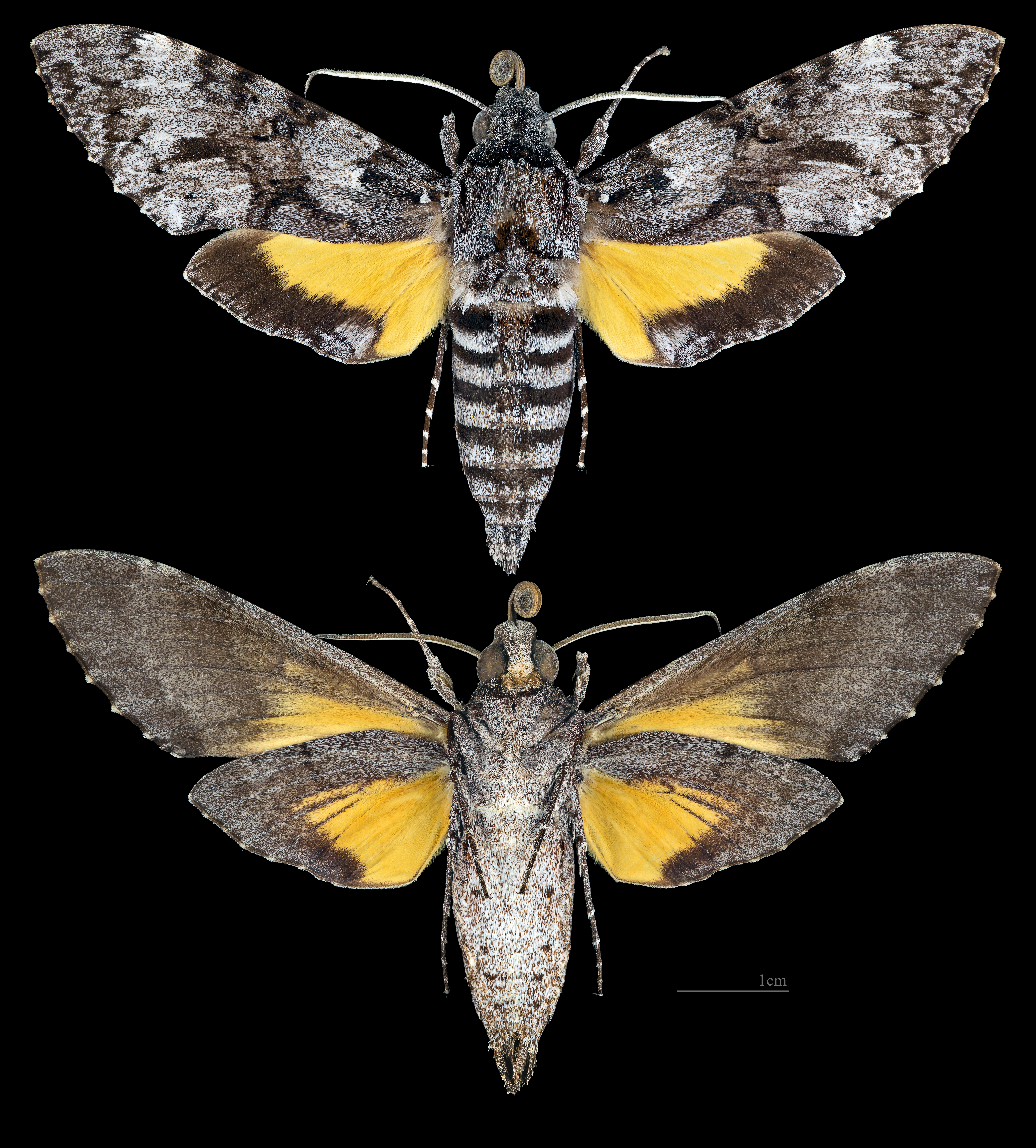
Isognathus menechus
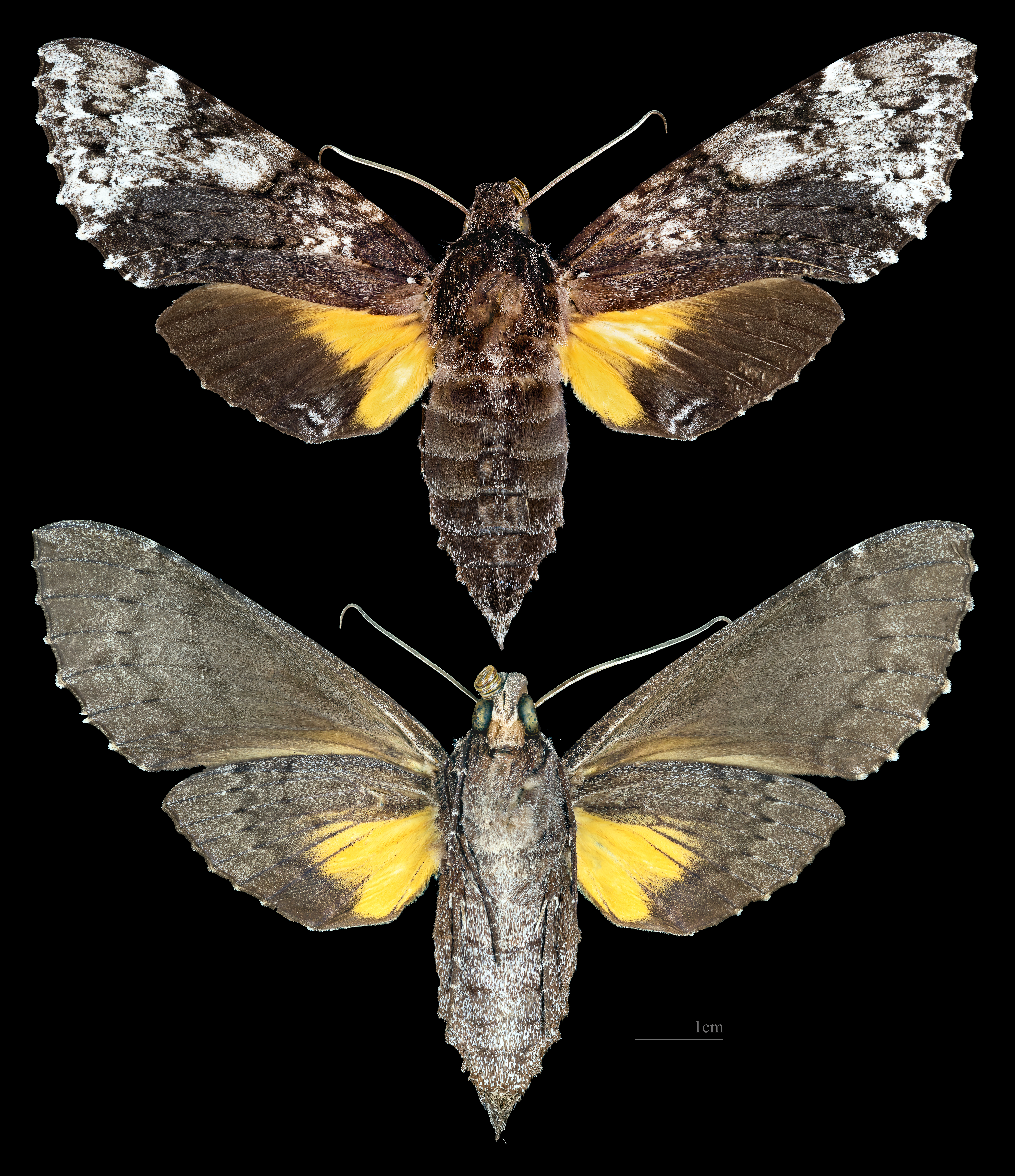
Isognathus occidentalis
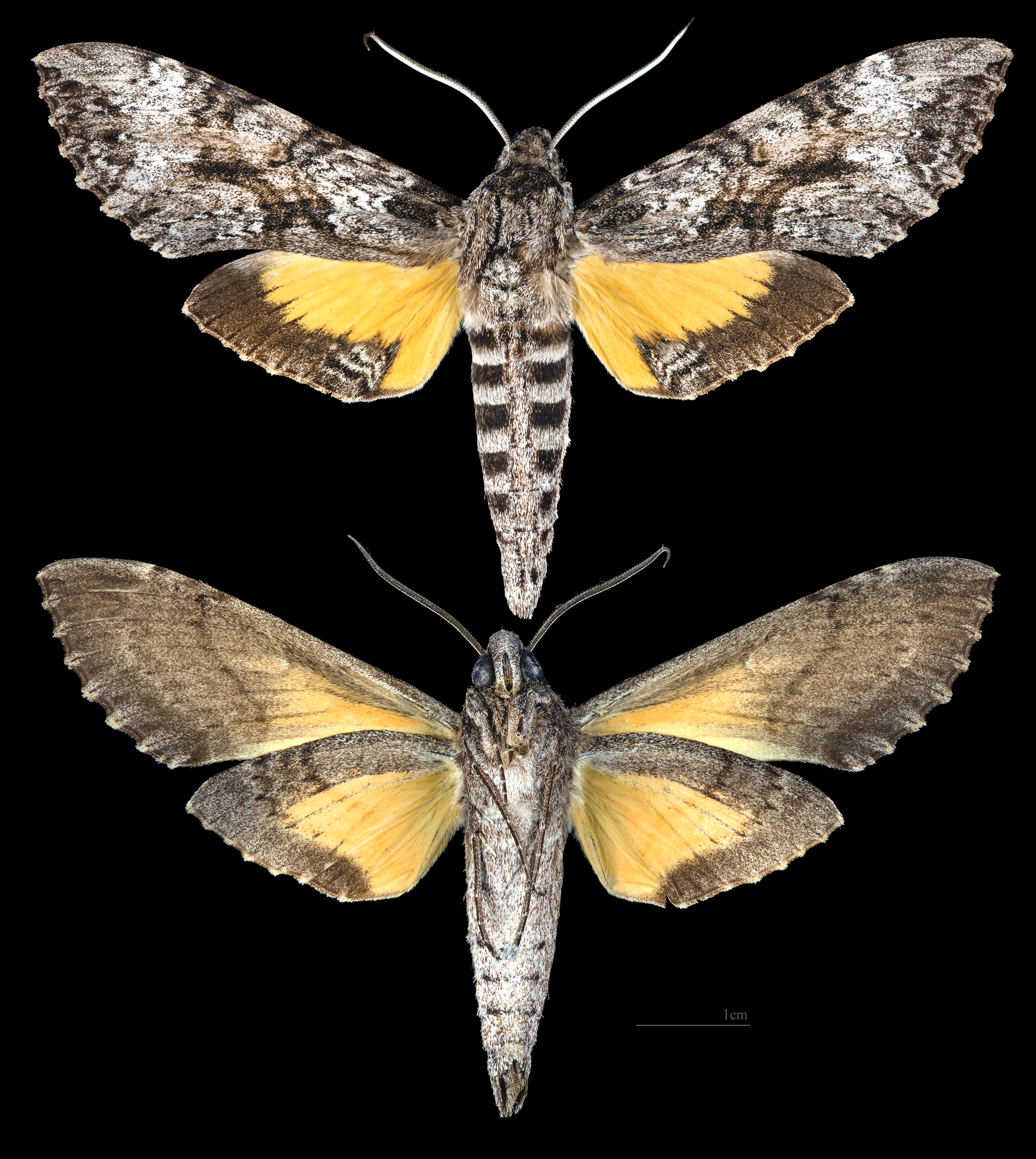
Isognathus rimosa
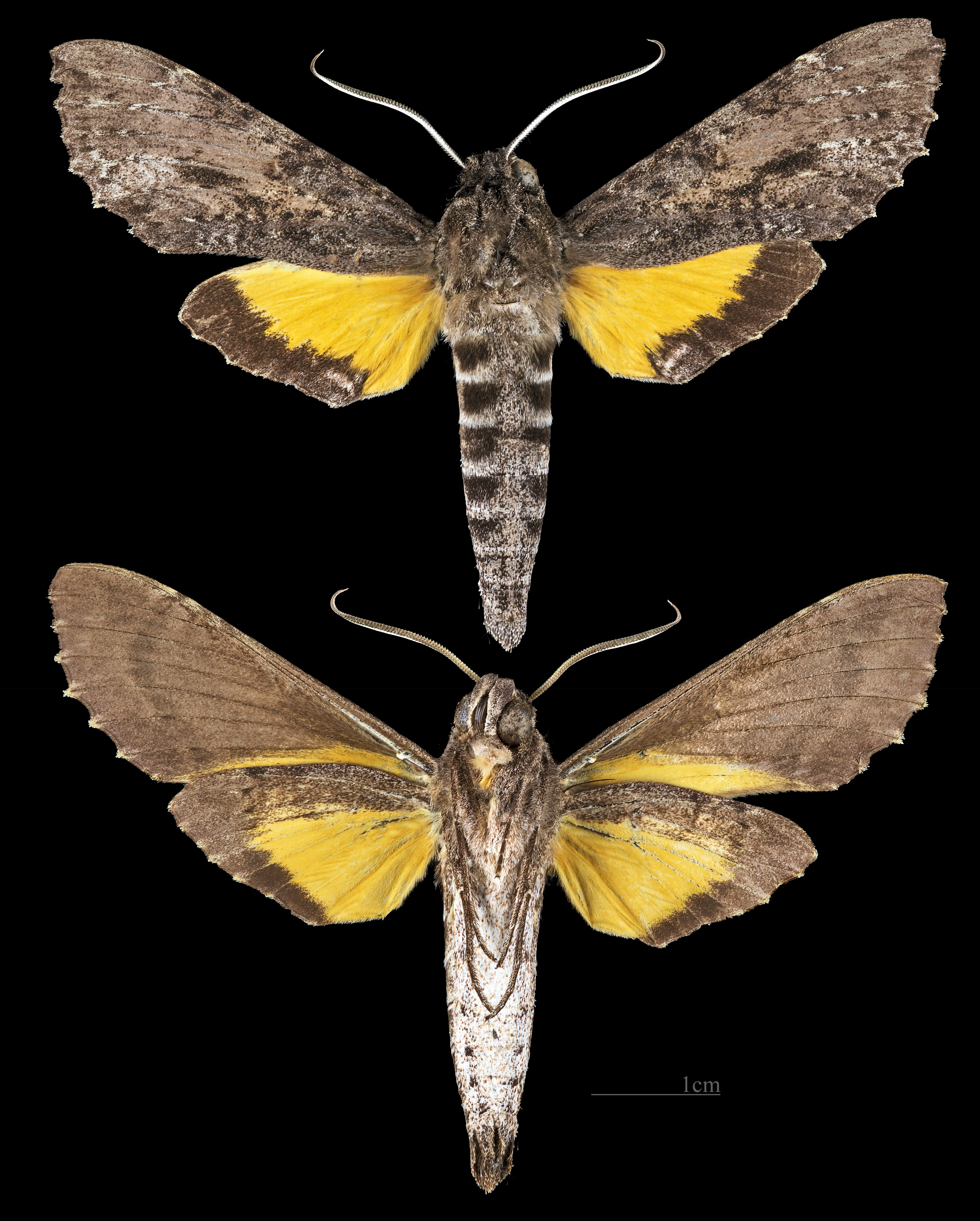
Isognathus scyron
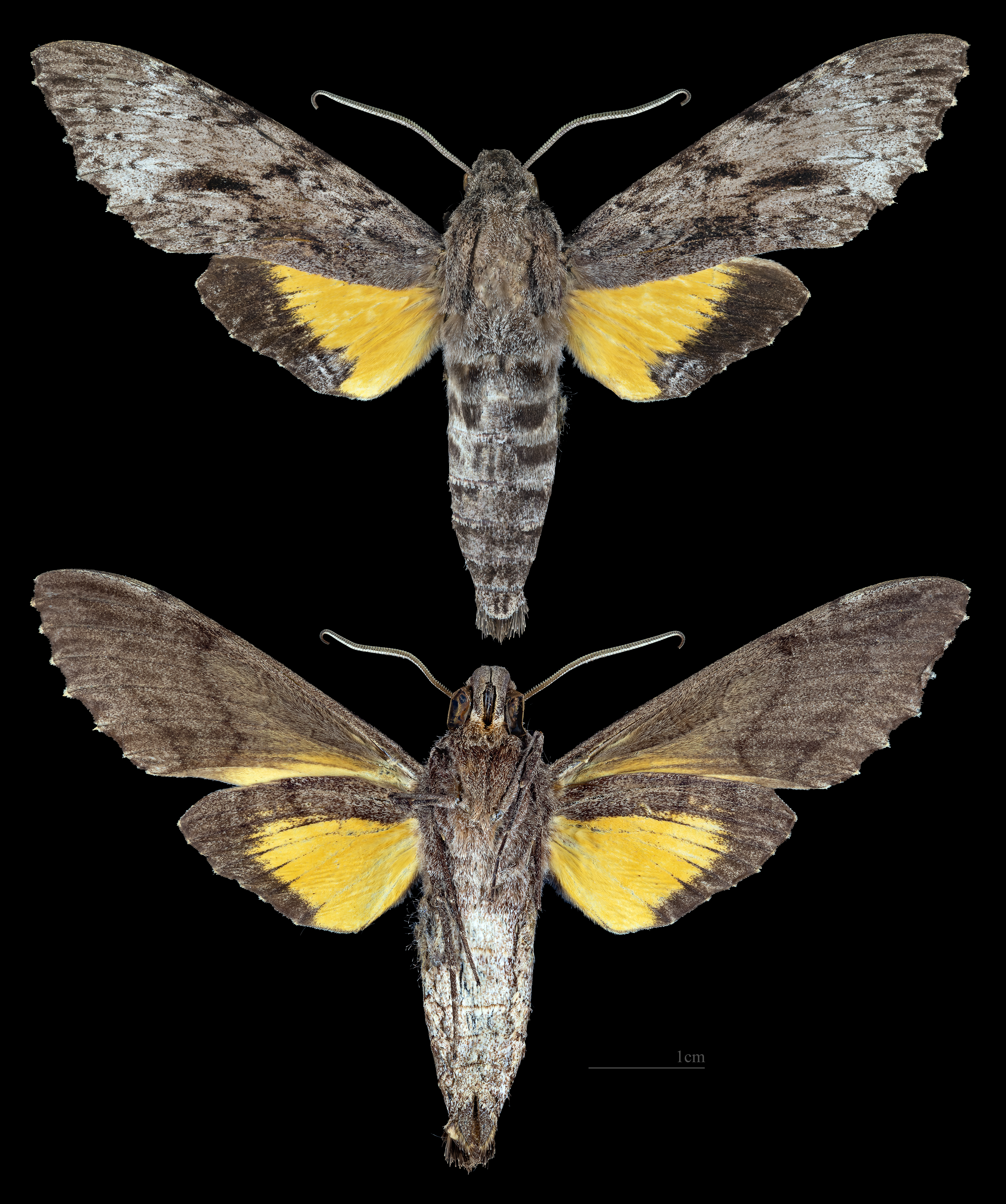
Isognathus swainsonii